# 1298 km (przystanek kolejowy w obwodzie królewieckim)
1298 km (ros. 1298 км) – przystanek kolejowy w pobliżu miejscowości Gołubiewo, w rejonie gurjewskim, w obwodzie królewieckim, w Rosji. Położony jest na linii Królewiec – Mamonowo. Peron znajduje się jedynie przy torze szerokim.